# Grapholita andabatana
Grapholita andabatana is een vlinder uit de familie bladrollers (Tortricidae). De wetenschappelijke naam is voor het eerst geldig gepubliceerd in 1957 door Wolff.
De soort komt voor in Europa.